# Соуп-лейк (Вашингтон)
Соуп-лейк(англ. Soap Lake) — місто в окрузі Грант, штату Вашингтон, на березі озера Соуп (Soap Lake), з населенням за переписом 2010 року 1514 жителів, 8,1 % з яких є українцями. У 2002 році місто оголосило попередні плани по будівництву найбільшого в світі декоративного світильника Лавова лампа (60 футів у висоту), як туристичної пам'ятки.

## Історія
Соуп-лейк був офіційно зареєстрований 9 червня 1919 року.
Вибір назви міста закінчився битвою між двома конкуруючими фракціями. Одна група заснувала міське поселення і назвала його «Силоам» в 1905 році. В той час як інша фракція назвала їх містечковим Котеджним містом в 1908 році. Назва «Цілюща вода» походить від слова Смокіам. Це індійський термін, що перекладається як «Оздоровлення вод». Племена використовували озеро для власного зцілення та оздоровлення своїх тварин протягом багатьох років, перш ніж територія була заселена першопрохідцями.
У той час на озері Соуп-лейк вже знаходились курорт та оздоровчим спа-центром. У них були розташовані чотири готелі та багато прибуткових будинків і підприємств громадського харчування, які поселенці займали у пошуках лікування. Жителі дуже пишалися двокімнатним шкільним будинком, побудованим в 1907 році. Навіть попри те, що головна галузь Мильного озера була виведена з лікувального озера, воно стало соціальним центром. У період свого розквіту свята, розваги та збори тут проводяться безперервно. Особливо добре відомі були танці під відкритим небом, в яких брали участь жителі з навколишніх поселень забагато миль.
Це припинилося під час Великої депресії. Мильне озеро почало висихати. Через відсутність води та браку грошей туристична торгівля скоротилася. Але, коли була побудована гребля Великого Кулі, зрошувальні канали принесли нове життя в цей район. Озеро Соуп-лейк впродовж минулого століття було відоме на міжнародному рівні за його унікальні багаті на мінерали (23) води та цілющі грязі. Багато людей вважають, що вода і грязь будуть успішними при лікуванні різноманітних хвороб. З початку 1900-х до середини 1940-х рр. існувало кілька санаторіїв, розташованих на озері Соуп-лейк.
Ці перші приміщення курортів використовувалися відвідувачами з усіх США та світу. Коли санаторії, готелі та лазні були переповненими, люди спали в наметах і навіть під своїми машинами, щоб користуватися водою озера. У 1933 році міністерство у справах ветеранів США направила на озеро дев'ять ветеранів, в рамках спеціального проекту для лікування хвороби Бюргера.  У листопаді 1938 року будівництво лікарні Маккей було завершене. Протягом ряду років Маккей використовувався як дослідний центр для вивчення терапевтичного ефекту води озера та клімату.

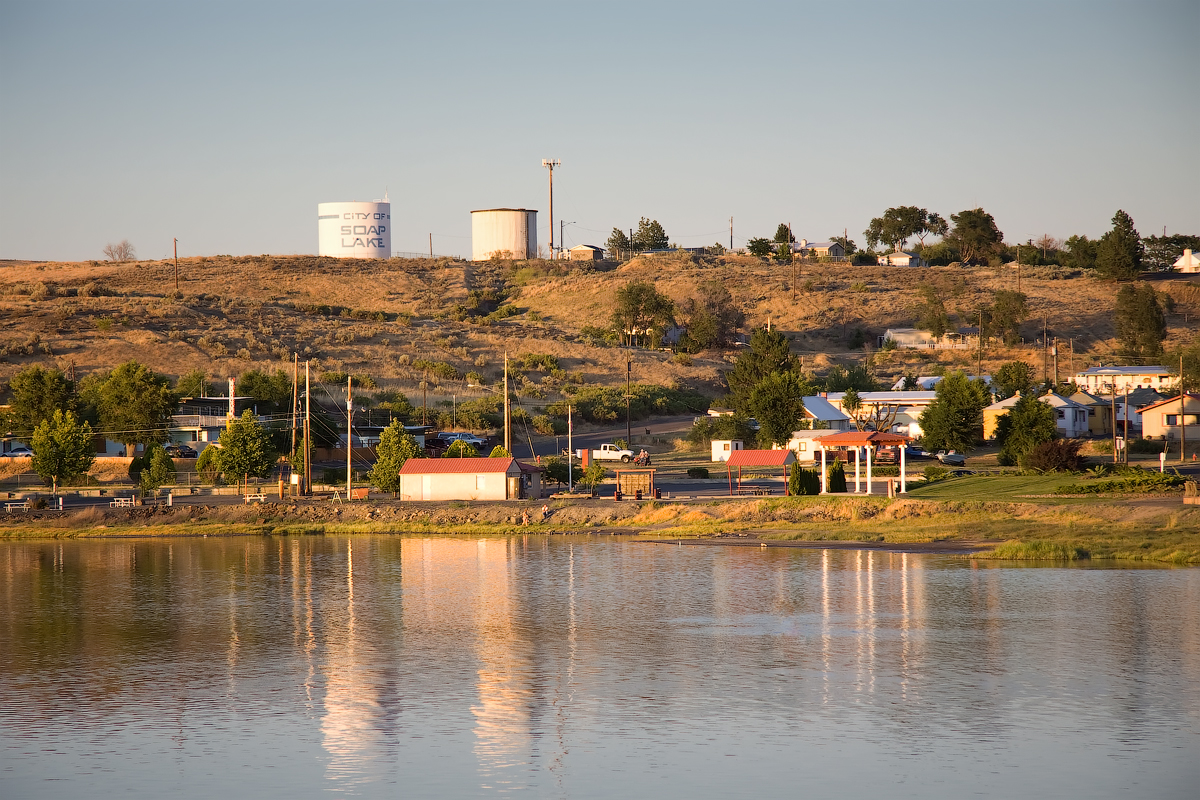
Місто Соуп-лейк біля озера

Соуп-лейк знаходиться в центрі штату Вашингтон, за 20 км на північ від автомагістралі державного значення I-90, що йде із Сіетла до Спокена. Місто розташоване в пустельній місцевості з дев'ятьма дюймами або менше дощів та 320 днями сонця на рік. Нині кількість населення становить близько 1740 осіб. Озеро Соуп-лейк виникло в кінці ланцюжка озер, що йде вниз по центру нижньої частини Гранд-Кулі. Нижній Гранд Кулі — це півстолітне місце, де баштальні кам'яні стіни виходять на 900 футів над дорогою. Державне шосе № 17 — це національна автомагістраль, що проходить через озеро Соуп-лейк та донизу каньйону в напрямку Гранд Кулі і Канади.
З п'яти озер, розташованих вздовж каньйону, озеро Соуп-лейк має найвищий вміст мінералів. Перший шар озера складається з близько 81 футів мінеральної води. Другий рівень грязеподібний і складається з міцнішого мінерального складу з концентрацією незвичайних речовин і мікроскопічних життєвих форм. Два шари озера не змішуються вже тисячі років.  Наукове співтовариство відноситься до озер з таким рідкісним станом, як меромікт. Маючи лише 11 мероміктних озер в США, озеро Соуп-лейк, ймовірно, найбільш радикальне з усіх. В даний час наукове співтовариство вивчає озеро, щоб документувати деякі незвичайні якості. Впродовж останніх 95 років вміст мінеральної води в воді озера були проаналізовані багато разів. Концентрація різних мінералів змінилася за цей час. Останній аналіз був проведений в 2000 році.
У 1950 році Озеро Мило стало містом третього класу. Населення у 1952 році складало 2051 чоловік, а в 1955 році зросло до 2580. В цей час озеро все більше розбавлювалося через просочування цих самих життєдайних зрошувальних каналів. Міська рада звернулась до Міністерства внутрішніх справ з проханням виправити цю ситуацію. Бюро меліорації побудувало кілька свердловин і насосів для перехоплення просочувальної води, тому наприкінці 1950-х років зменшили розбавлення.

## Туризм
В даний час місто намагається залучити туристів, намагаючись відновити оздоровчий аспект озера, щоб залучити курортників. Вважається, що мінерали в озері мають цілющі властивості для хвороби Бюргера (облітеруючий тромбангіїт). Будуть відремонтовані дві будівлі, розташовані вздовж головної вулиці на північ, — будинок музей мистецтва та кафе.
Ще одним зусиллям в галузі туризму є встановлення на придорожній трасі за 52 000 фунтів лавової лампи, яка раніше була цільовою рекламою у Таймс-сквер.
Ці зусилля були профілізовані у документальному фільмі 2010 року «Найбільший у світі».

## Географія
Соуп-лейк розташований за координатами 47°23′19″ пн. ш. 119°29′28″ зх. д. / 47.38861° пн. ш. 119.49111° зх. д. (47.388503, -119.491149).  За даними Бюро перепису населення США в 2010 році місто мало площу 3,23 км², уся площа — суходіл. В 2017 році площа становила 4,09 км², з яких 3,91 км² — суходіл та 0,18 км² — водойми.

### Клімат
| Клімат : Соуп-лейк           | Клімат : Соуп-лейк | Клімат : Соуп-лейк | Клімат : Соуп-лейк | Клімат : Соуп-лейк | Клімат : Соуп-лейк | Клімат : Соуп-лейк | Клімат : Соуп-лейк | Клімат : Соуп-лейк | Клімат : Соуп-лейк | Клімат : Соуп-лейк | Клімат : Соуп-лейк | Клімат : Соуп-лейк | Клімат : Соуп-лейк |
| Показник                     | Січ.               | Лют.               | Бер.               | Квіт.              | Трав.              | Черв.              | Лип.               | Серп.              | Вер.               | Жовт.              | Лист.              | Груд.              | Рік                |
| Абсолютний максимум, °C      | 16,1               | 18,3               | 23,9               | 34,4               | 38,3               | 40,6               | 42,8               | 46,1               | 40,0               | 30,0               | 22,2               | 17,2               | 46,1               |
| Середній максимум, °C        | 1,1                | 5,6                | 12,2               | 17,8               | 22,8               | 27,2               | 31,1               | 31,1               | 25,6               | 17,2               | 7,2                | 1,1                | 16,7               |
| Середній мінімум, °C         | −5,6               | −2,8               | 0,6                | 4,4                | 8,9                | 12,8               | 16,1               | 15,6               | 10,6               | 4,4                | −1,1               | −5                 | 4,9                |
| Абсолютний мінімум, °C       | −30                | −31,1              | −16,7              | −5,6               | −2,2               | 0,6                | 4,4                | 2,2                | −2,2               | −13,3              | −17,8              | −26,1              | −31,1              |
| Норма опадів, мм             | 21                 | 20                 | 19                 | 11                 | 16                 | 13                 | 11                 | 6                  | 9                  | 12                 | 26                 | 30                 | 195                |
| ---------------------------- | ------------------ | ------------------ | ------------------ | ------------------ | ------------------ | ------------------ | ------------------ | ------------------ | ------------------ | ------------------ | ------------------ | ------------------ | ------------------ |
| Джерело: The Weather Channel |                    |                    |                    |                    |                    |                    |                    |                    |                    |                    |                    |                    |                    |

## Демографія

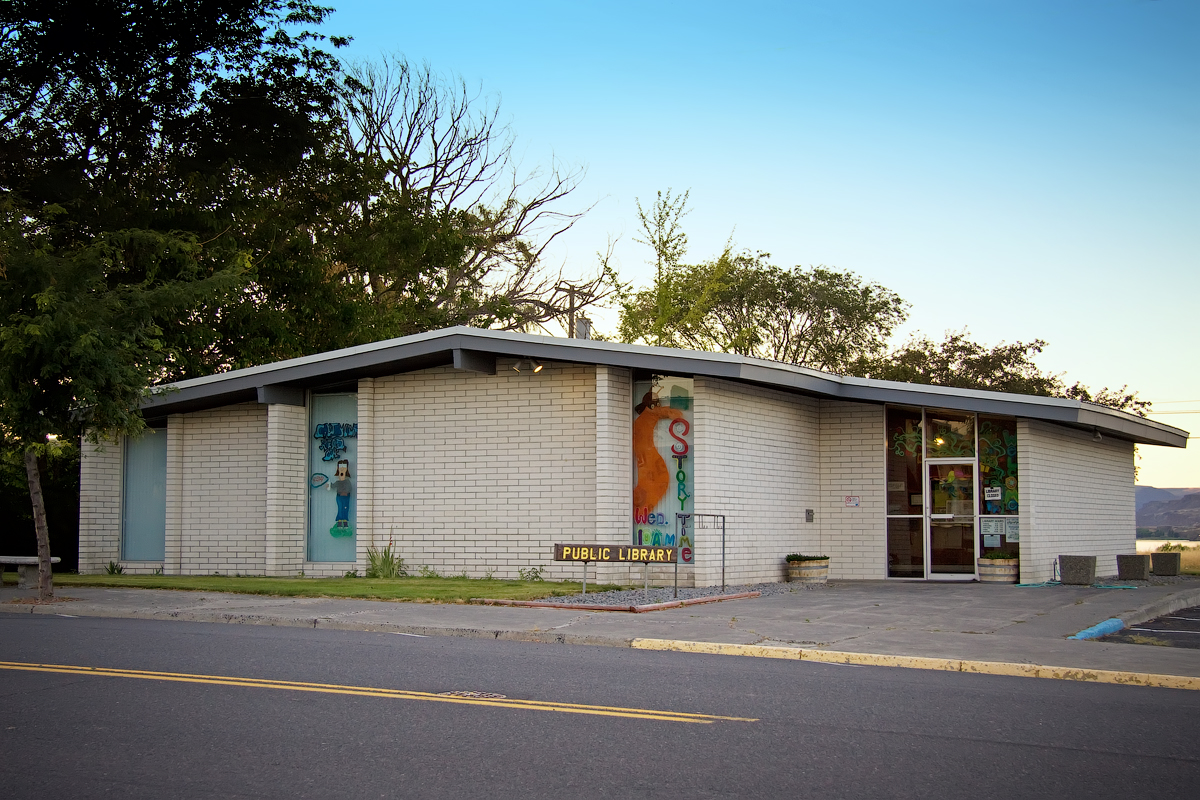
Публічна Бібліотека в місті Соуп-лейк

### Перепис населення 2010 року
Згідно з переписом 2010 року, у місті мешкало 1514 осіб у 740 домогосподарствах у складі 350 родин. Густота населення становила 469 осіб/км².  Було 977 помешкань (303/км²).
Расовий склад населення:
| - 86,0 % — білих - 1,9 % — корінних американців - 1,0 % — чорних або афроамериканців - 0,6 % — азіатів - 7,7 % — осіб інших рас |

До двох чи більше рас належало 2,8 %. Частка іспаномовних становила 11,8 % від усіх жителів.
За віковим діапазоном населення розподілялося таким чином: 19,0 % — особи молодші 18 років, 56,8 % — особи у віці 18—64 років, 24,2 % — особи у віці 65 років та старші. Медіана віку мешканця становила 48,8 року. На 100 осіб жіночої статі у місті припадало 95,6 чоловіків;  на 100 жінок у віці від 18 років та старших — 95,2 чоловіків також старших 18 років.
Середній дохід на одне домашнє господарство  становив 33 877 доларів США (медіана — 28 800), а середній дохід на одну сім'ю — 44 906 доларів (медіана — 33 333). За межею бідності перебувало 30,2 % осіб, у тому числі 38,5 % дітей у віці до 18 років та 4,5 % осіб у віці 65 років та старших.
Цивільне працевлаштоване населення становило 498 осіб. Основні галузі зайнятості: роздрібна торгівля — 20,3 %, виробництво — 18,5 %, мистецтво, розваги та відпочинок — 10,4 %, сільське господарство, лісництво, риболовля — 9,6 %.

### Перепис населення 2000 року

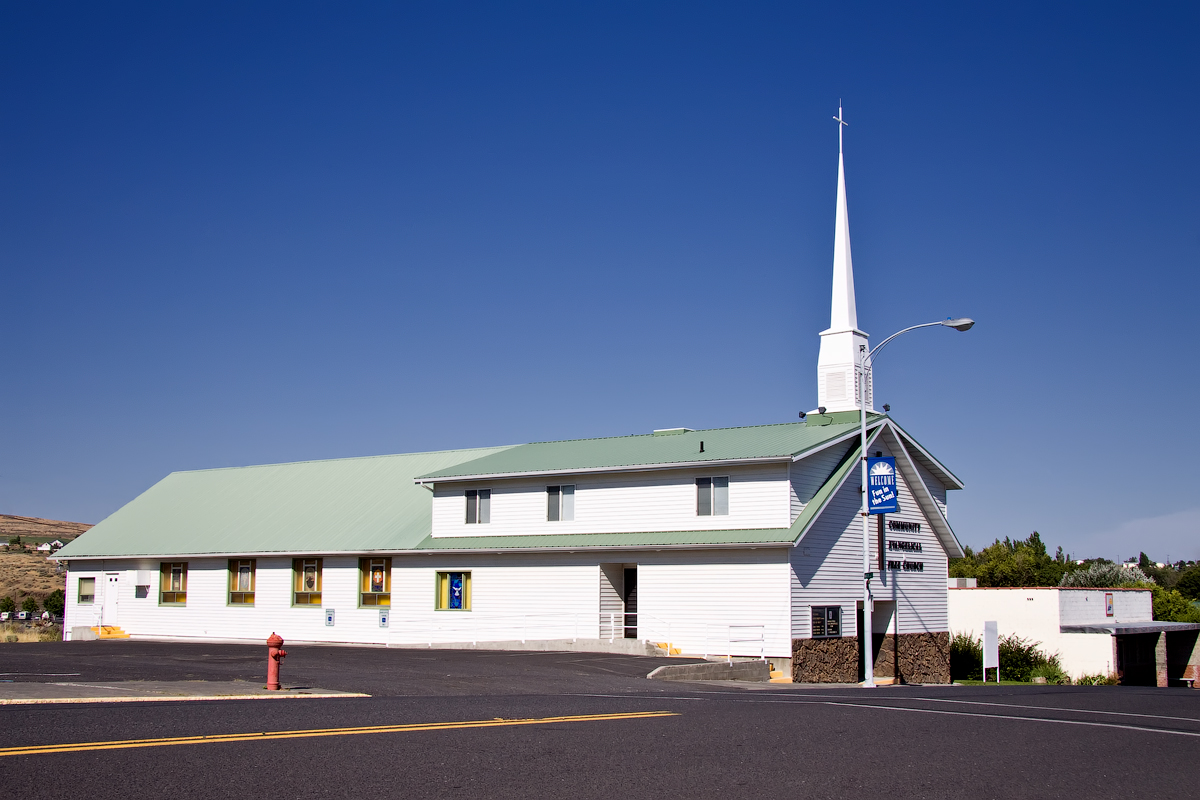
Вільне співтовариство Євангелічної Церкви міста

Згідно з переписом 2000 року проживало 1733 людини, 778 сімей і 427 сімей, які проживають в місті. Густота населення складала 1434,0 людей на квадратну милю (553,0/км²). При 996 одиницях житла середня щільність була 824,2 на квадратну милю (317,8/км²).
Із 778 сімей у місті, 22,2 % мали дітей у віці до 18 років, які проживають з ними, 40,6 % були подружніми парами, які живуть разом. 10,3 % сімейних жінок проживали без чоловіків, ще 45,0 % не мали сімей. 38,8 % всіх домогосподарств складаються з окремих осіб та 15,4 %, які були у віці 65 років або старше. Середній розмір домогосподарства становив 2,17 і середній розмір родини становив 2,91 людини.
У місті населення було поширене з 23,9 % у віці до 18 років, 7,1 % від 18 до 24, 21.0 % від 25 до 44 років, 23,1 % від 45 до 64 років і 24,9 %, хто було 65 років або старше. Медіана віку становить 44 роки. На кожні 100 жінок були 90,2 чоловіків. На кожні 100 жінок віком 18 років і старше припадало 86,8 чоловіків.
Середній дохід на одне домашнє господарство в місті склав $20 459, а середній дохід на одну сім'ю — 25 000$. Чоловіки мали середній дохід від $27 656 проти $21 771 для жінок. Дохід на душу населення в місті склав $13 753. Проте, 26,3 % сімей і 30,6 % населення мали дохід нижче межі бідності, включаючи 50,5 % з тих під віком 18 та 15,2 % — у віці 65 років і старше.

## Церкви міста
- Спільнота Євангелічної вільної Церкви Соуп-лейка (Євангельська Вільна Церква Америки)
- Перша Баптистська Церква Соуп-лейка (Баптистька мережа Північного Заходу)
- Спокутна Благодатна Церква (Південна Баптистська Конвенція)